# Gaztelu Zahar
Stari dvorac (baskijski:Gaztelu Zahar ) bio je dvorac sagrađen u Irunu (Gipuskoa) po nalogu kralja Ferdinanda Katoličkog, kako bi se obranila španjolska granica of francusko-navareških napada. Dvorac dominira prolazom Behovia, glavnim graničnim prijelazom. Srušen je godine 1539. po nalogu Karla I. kako bi se spriječilo Navareze u utvrđivanju na tom mjestu u mogućem ponovnom osvajanju Kraljevstva.  
Godine 1997. vlada Baskije je donijela proglas o preliminarnoj razini oštećenja a 2010. je uvršten u listu kulturnih spomenika na putu sv. Jakova.